# Distrito de Visp
O Distrito de Visp (em alemão: Bezirk Visp; em francês: District de Viège) é um dos 14 distritos do cantão suíço de Valais. Tem como capital a própria cidade de Visp. Neste distrito de Valais, a língua oficial é o alemão.
Segundo o censo de 2010, o distrito ocupa uma superfeicie de 863,8 km2, tem uma população total de 27 934 hab., o que faz uma densidade de 32,3 hab/km2. O semi-distrito é constituído por 15 comunas .

## Imagens

Bandeira do Cantão de Valais
Armas de Visp
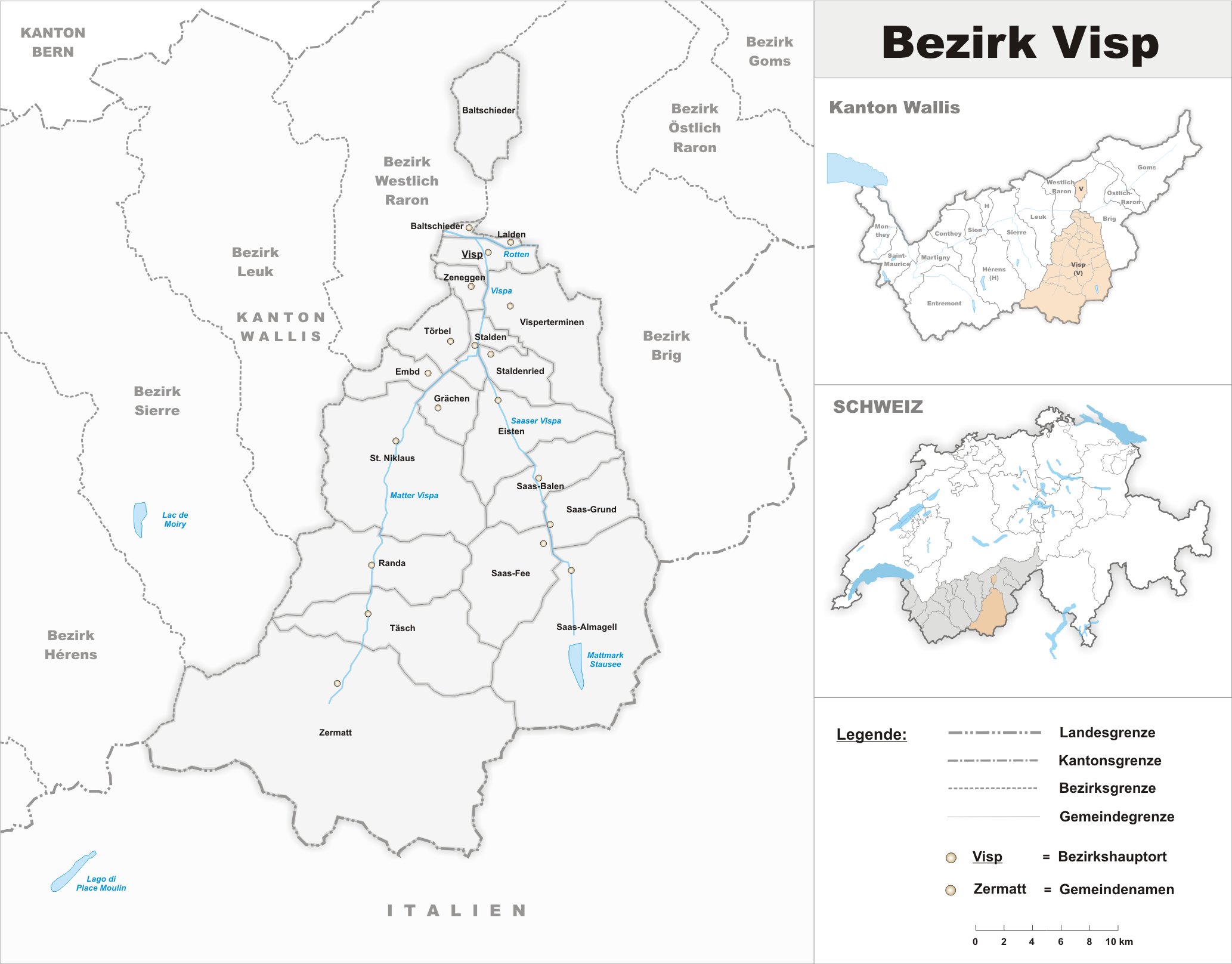
Distrito de Visp

## Comunas
O distrito de Visp tem 19 comunas:
| No OCS | De Baltschieder ... | No OCS  | ... a Zermatt  |
| ------ | ------------------- | ------- | -------------- |
| 6281   | Baltschieder        | 6292    | Saint-Nicolas  |
| 6282   | Eisten              | 6293    | Stalden        |
| 6283   | Embd                | 6294    | Staldenried    |
| 6285   | Grächen             | 6295    | Täsch          |
| 6286   | Lalden              | 6296    | Törbel         |
| 6287   | Randa               | 6297    | Visp           |
| 6288   | Saas-Almagell       | 6298    | Visperterminen |
| 6289   | Saas-Balen          | 6229    | Zeneggen       |
| 6290   | Saas-Fee            | 6300    | Zermatt        |
| 6291   | Saas-Grund          | 19 Com. |                |